# David Hemmings

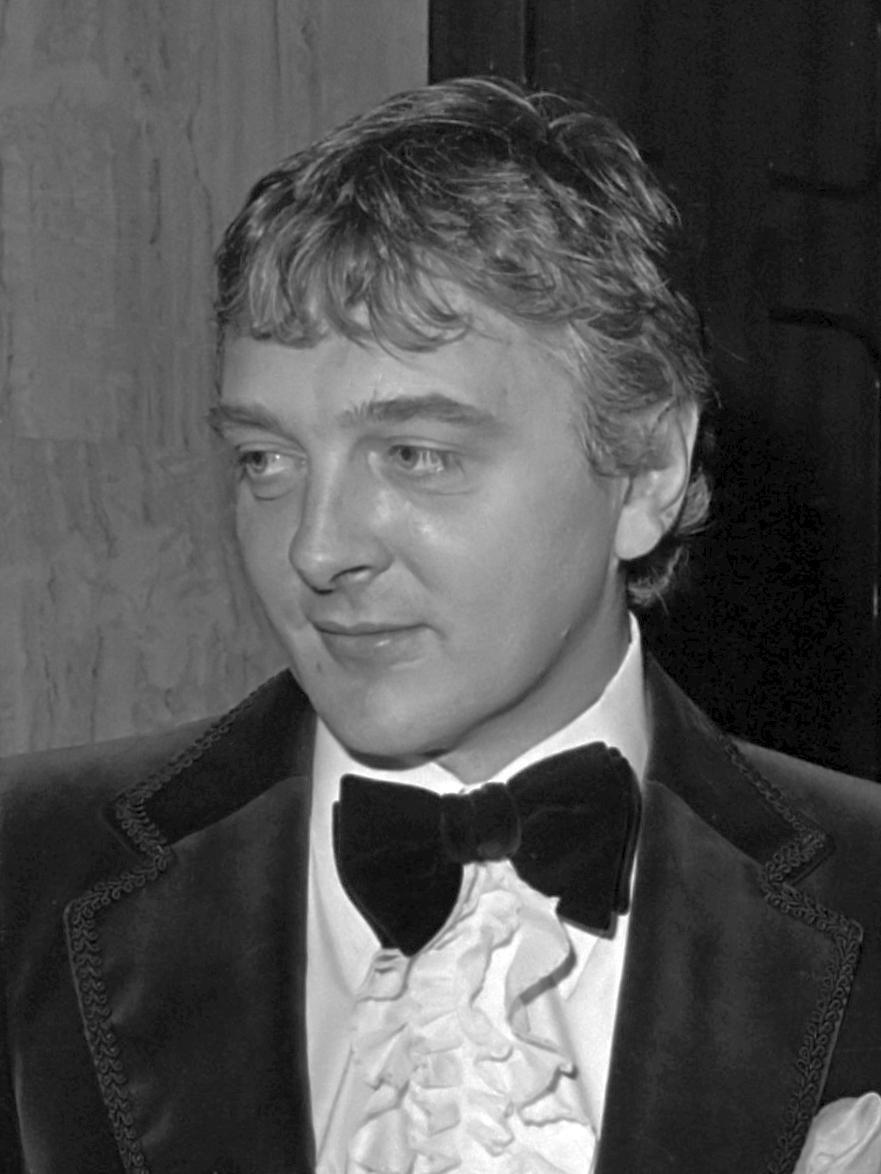
David Hemmings, 1976

David Hemmings (* 18. November 1941 in Guildford, Surrey; † 3. Dezember 2003 in Bukarest, Rumänien) war ein britischer Schauspieler und Regisseur. Der internationale Durchbruch gelang ihm 1966 mit der Hauptrolle des Fotografen in dem Filmklassiker Blow Up.

## Leben
Hemmings stand bereits im Alter von neun Jahren als Knabensopran auf der Bühne der English Opera Group. Am 14. September 1954 sang er im Rahmen des Festivals von Venedig den Miles in der Uraufführung von Benjamin Brittens Oper The Turn of the Screw. Eine Aufnahme der Oper in dieser Besetzung kam bei DECCA heraus. 1955 sang er, ebenfalls bei DECCA, in der Gesamtaufnahme der Kinderoper The Little Sweep desselben Komponisten. Zu einer Sängerkarriere kam es jedoch nicht; stattdessen wandte er sich der Schauspielerei zu. 
Ab Ende der 1950er-Jahre folgten Auftritte bei Film, Fernsehen und Theater, wobei er sich anfangs mit Nebenrollen begnügen musste. Bereits mit Mitte zwanzig gelang ihm der internationale Durchbruch in der Rolle des Szenefotografen Thomas in dem vielschichtigen Filmkunstwerk Blow Up von Michelangelo Antonioni. Eine Hauptrolle spielte Hemmings in der Figur des Königs in dem englischen Spielfilm Alfred der Große – Bezwinger der Wikinger (Alfred the Great). Der Film zeigt eine für sein Produktionsjahr 1968 eher außergewöhnliche Stimmung und Szenerie und hebt sich schon dadurch deutlich ab, dass er eher dokumentarisch als effektvoll versucht, das Leben und Werk des englischen Königs darzustellen. 1974 übernahm Hemmings die Sprecherrolle bei den Konzertaufnahmen von Rick Wakemans Rockoper Journey to the Centre of the Earth. Zu seinen bekannteren Filmen aus den 1970er-Jahren zählen Richard Lesters 18 Stunden bis zur Ewigkeit (1974) und Dario Argentos Rosso – Farbe des Todes (1975). Eine weitere bekannte Rolle von Hemmings war Charlie Muffin (1979, nach dem Roman von Brian Freemantle) unter der Regie von Jack Gold. 
Ab den 1980er-Jahren musste sich Hemmings als Schauspieler üblicherweise mit Nebenrollen begnügen und spielte auch in vielen weniger beachteten Produktionen. Erst in seinen letzten Lebensjahren gelang ihm ein Comeback als Charakterdarsteller. So stellte er in Ridley Scotts Gladiator-Film den Cassius dar, tauchte in Martin Scorseses Gangs of New York auf, spielte eine Nebenrolle in dem Film Spy Game und zuletzt in Die Liga der außergewöhnlichen Gentlemen an der Seite von Sean Connery.
Daneben betätigte sich Hemmings seit den 1970er-Jahren auch als Regisseur. Eine seiner ersten Regiearbeiten war der Film Schöner Gigolo, armer Gigolo mit David Bowie in der Hauptrolle, in dem Hemmings selbst auch eine größere Rolle spielte und außerdem Marlene Dietrich ihren letzten Filmauftritt hatte. Später inszenierte er in den USA für das Fernsehen und drehte ein paar B-Movies. Unter seiner Regie entstanden in den 1980er Jahren unter anderem Folgen der Serien Airwolf, Magnum, Stingray, Zurück in die Vergangenheit und Das A-Team. Daneben war Hemmings Mitbegründer der Filmproduktionsfirma Hemdale Film Corporation, die von 1967 bis in die 1990er-Jahre existierte und einige bekannte Filme wie Oliver Stones Platoon mitproduzierte.
David Hemmings starb 62-jährig im Dezember 2003 in Bukarest, während der Dreharbeiten zu einem weiteren Film, an einem Herzinfarkt. Er war viermal verheiratet und hinterließ sechs Kinder. Eine seiner Frauen war die Schauspielerin Gayle Hunnicutt.

## Filmografie (Auswahl)

### Als Schauspieler
- 1954: Kleine Jockey ganz groß (The Rainbow Jacket)
- 1957: Die heilige Johanna (Saint Joan)
- 1959: Straße ohne Zukunft (No Trees in the Street)
- 1961: Home Tonight (Fernsehserie, 38 Folgen)
- 1962: Die Dirne Jo (The Painted Smile)
- 1962: Play It Cool
- 1966: Die schwarze 13 (Eye of the Devil)
- 1966: Blow Up (Blowup)
- 1967: Camelot – Am Hofe König Arthurs (Camelot)
- 1968: Barbarella
- 1968: Der Angriff der leichten Brigade (The Charge of the Light Brigade)
- 1968: Tödlicher Tag (The Long Day’s Dying)
- 1969: Alfred der Große – Bezwinger der Wikinger (Alfred the Great)
- 1969: Ein liebenswertes Freudenhaus (The Best House in London)
- 1969: Die Krücke (The Walking Stick)
- 1970: Schatten der Angst (Fragment of Fear)
- 1971: Die Liebesmaschine (The Love Machine)(& Produzent)
- 1971: Die Satansbrut (Unman, Wittering and Zigo) (& Produzent)
- 1973: Stimmen (Voices)
- 1974: 18 Stunden bis zur Ewigkeit (Juggernaut)
- 1975: Rosso – Farbe des Todes (Profondo rosso)
- 1976: Inseln im Strom (Islands in the Stream)
- 1977: Sein letzter Mord (The Disappearance) (& Produzent)
- 1977: Der Superbulle schlägt wieder zu (Squadra antitruffa)
- 1977: Inseln im Strom (Islands in the Stream)
- 1977: Dealer Connection – Die Straße des Heroins (La via della droga)
- 1977: Der aus der Hölle kam (The Squeeze)
- 1977: Der Prinz und der Bettler (Crossed Swords)
- 1978: Blutsverwandte (Les Liens de sang)
- 1978: Power Play (Coup d'Etat)
- 1978: Schöner Gigolo, armer Gigolo
- 1979: Mord an der Themse (Murder by Decree)
- 1979: Charlie Muffin (Fernsehfilm)
- 1980: Ohne jeden Zweifel (Beyond Reasonable Doubt)
- 1980: Harlekin (Harlequin)
- 1983: Prisoners (auch Executive Producer)
- 1983: Herzen in Aufruhr (Man, Woman and Child)
- 1984: Airwolf (Fernsehserie, 2 Folgen)
- 1985/1987: Magnum (Magnum, p.i.; Fernsehserie, 2 Folgen)
- 1987:  Mord  ist ihr Hobby (The Corpse Flew First Class)
- 1987: Ein chinesisches Schlitzohr (Harry’s Hong Kong) (Fernsehfilm)
- 1989: Der Regenbogen (The Rainbow)
- 1991: Geschichten aus der Gruft (Tales from the Crypt, Fernsehserie, Folge 3x01)
- 2000: Gladiator
- 2001: Spy Game – Der finale Countdown (Spy Game)
- 2001: Mean Machine – Die Kampfmaschine (Mean Machine)
- 2001: Letzte Runde (Last Orders)
- 2002: Equilibrium
- 2002: Gangs of New York
- 2003: Die Liga der außergewöhnlichen Gentlemen (The League of Extraordinary Gentlemen)
- 2004: Blessed – Kinder des Teufels (Blessed)
- 2007: Romantik (posthum veröffentlicht)

### Als Regisseur
- 1972: Running Scared (auch Drehbuchautor)
- 1973: The 14
- 1978: Schöner Gigolo, armer Gigolo (auch Schauspieler)
- 1981: Survivor (The Survivor)
- 1981: Ein Teufelskerl (Race for the Yankee Zephyr, auch Produzent)
- 1984: Airwolf (Fernsehserie, Folge Mad Over Miami)
- 1984–1985: Magnum (Magnum, p.i.; Fernsehserie, 3 Folgen)
- 1984–1986: Das A-Team (The A-Team; Fernsehserie, 9 Folgen)
- 1987: Mord ist ihr Hobby (Murder, She Wrote; Fernsehserie, Folge Crossed Up)
- 1987–1988: Der Werwolf kehrt zurück (Werewolf; Fernsehserie, 8 Folgen)
- 1988: In der Hitze der Nacht (In the Heat of the Night; Fernsehserie, 4 Folgen)
- 1989–1993: Zurück in die Vergangenheit (Quantum Leap; Fernsehserie, 3 Folgen)
- 1992: Jet, der schwarze Hengst (Dark Horse)
- 1993: Ticket in den Tod (Passport to Murder, Fernsehfilm)
- 1993: Raven (Fernsehserie, 3 Folgen)
- 1994: Versöhnung zu Weihnachten (A Christmas Reunion, Fernsehfilm)
- 1993: Lone Justice 3